# Loxostege violaceotincta
Loxostege violaceotincta is een vlinder uit de familie van de grasmotten (Crambidae). De wetenschappelijke naam van de soort is voor het eerst gepubliceerd in 1939 door Aristide Caradja.
De soort komt voor in het westen van de Himalaya.